# Figurtal
Figurtal innebär tal som kan representeras av ett geometriskt mönster (till exempel punkter) som exempelvis polygontal och polyedertal. Termen kan betyda
- Polygontal
- Tal som representeras av ett diskret r-dimensionellt regelbundet geometriskt mönster av r-dimensionella klot såsom polygontal (r = 2) eller polyedertal (r = 3)
- En medlem av delmängden av mängderna ovan som endast innehåller triangeltal, pyramidtal och deras analogier i andra dimensioner.[1]

Triangeltal kan representeras som punkter i en triangel:
| * | * · * · * | * · * · * · * · * · * | * · * · * · * · * · * · * · * · * · * | * · * · * · * · * · * · * · * · * · * · * · * · * · * · * | * · * · * · * · * · * · * · * · * · * · * · * · * · * · * · * · * · * · * · * · * |

Termerna kvadrattal och kubiktal kommer från deras geometriska representation som en kvadrat och kub. Skillnaden mellan två positiva triangeltal är ett trapetstal.
T. Heath och den grekiska matematikfilosofen E.A. Maziarz har beskrivet figurtal.
Jakob Bernoulli:s Ars Conjectandi beskrev triangeltal som på varandra följande heltal, tetraedertal som på varandra följande triangeltal etcetera – binomialkoefficient. Enligt denna definition är kvadrattalen {4, 9, 16, 25, …} inte figurtal i den meningen att de kan representeras av en kvadrat. Detta är den betydelse som begreppet har i History of the Theory of Numbers.